# Juan Capistrano Tissera
Juan José Blas Tissera, conocido como Juan Capistrano Tissera (Alta Gracia, 3 de marzo de 1825 - Córdoba, 20 de septiembre de 1886) fue un sacerdote católico argentino, que ejerció brevemente como obispo de Córdoba durante los dos últimos años de su vida.

## Biografía
Ingresó joven a la orden de los Franciscanos de la observancia, siendo ordenado presbítero en 1847. Desde la década de 1860 fue el superior de los franciscanos de la provincia de Córdoba.
Fue nombrado obispo de la diócesis de Córdoba por el papa León XIII el 27 de marzo de 1884, y ordenado obispo en su propia sede por el nuncio apostólico Luigi Matera el 21 de septiembre de 1884. Tuvo como provisor general al padre Uladislao Castellanos. Donó los terrenos para la construcción de una capilla dedicada a San Antonio, que resultó el inicio de la actual localidad de San Antonio de Arredondo.
No alcanzó a realizar mucha obra de provecho, aunque sí a realizar una visita pastoral a las parroquias del interior de la provincia, especialmente del Valle de Traslasierra, donde el padre José Gabriel Brochero estaba realizando una vasta tarea evangelizadora y de promoción social y edilicia. Brochero mejoró los caminos de acceso al valle —a lomo de mula— para recibir al obispo.
Falleció dos años después de asumir el obispado, en septiembre de 1886. Una calle de la ciudad de Córdoba recuerda a este obispo.